# Isabel Clifton Cookson
Pour les articles homonymes, voir Cookson.
Isabel Clifton Cookson, née le 25 décembre 1893 et morte le 1er juillet 1973, est une botaniste australienne spécialisée en paléobotanique et palynologie.

## Biographie
Cookson est née à Hawthorn, dans l'état de Victoria, et étudie au Methodist Ladies' College à Kew où elle obtient les honneurs en anatomie, physiologie et botanique à son examen. Elle étudie ensuite pour son Bachelor of Science à l'Université de Melbourne et obtient son diplôme en 1916 avec une spécialisation en botanique et en zoologie.

### Carrière
À la fin de ses études, elle devient démonstratrice à l'université et, entre 1916 et 1917, reçoit une bourse de recherche du gouvernement et la bourse de recherche MacBain (en) en biologie pour étudier la flore du Territoire du Nord. Elle contribue aux illustrations du livre de 1917, The Flora of the Northern Territory par Alfred J. Ewart et Olive Blanche Davies (en).
Elle continue de travailler à l'Université de Melbourne, jusqu'à ce qu'elle visite l'Imperial College of Science and Technology entre 1925 et 1926, et, lors d'une visite de retour à l'Université de Manchester entre 1926 et 1927. À Manchester, elle commence une relation académique, longue et productive, avec William Henry Lang. Lang nomme le genre Cooksonia en son honneur,.
À partir de 1929, ses recherches se concentrent sur la paléobotanique. Elle écrit plusieurs articles sur les plantes fossiles, dont les premières plantes vasculaires du Silurien et du Dévonien inférieur et qui contribuent à façonner les théories de l'évolution précoce des plantes terrestres. Elle étudie également des gisements de charbon plus récents. Son travail sur les premières plantes fossiles terrestres de Victoria et son travail sur le terrain montrant des graptolites et des plantes associées ont mené à sa thèse de recherche et son doctorat en sciences à l'Université de Melbourne en 1932.
En 1930, elle est nommée maître de conférences en botanique à l'Université de Melbourne. À partir des années 1940, elle travaille sur les spores fossiles, le pollen et le phytoplancton et leur relation avec la paléogéographie. Elle défend l'utilité des microfossiles végétaux pour l'exploration pétrolière. Le Commonwealth Scientific and Industrial Research Organisation (« Conseil de la recherche scientifique et industrielle ») a créé en 1949 une unité de recherche sur le pollen sous sa direction. En 1952, elle est nommée enseignant-chercheur en botanique et prend sa retraite en 1959. Elle reste active dans sa retraite : 30 de ses 86 articles scientifiques sont publiés après 1959.

## Hommage
Depuis 1976, la Société américaine de botanique (Botanical Society of America) décerne le prix Isabel Cookson au meilleur article sur la paléobotanique présenté lors de leur réunion annuelle. Cookson Place, dans la banlieue de Canberra à Banks, est également nommée en son honneur.

## Dans la culture populaire
Henki, l'album de 2021 du chanteur folk britannique Richard Dawson (en) et du groupe finlandais Circle, présente une chanson intitulée Cooksonia, qui détaille en paroles des éléments de la vie et de l'œuvre de Cookson.